# Màrtir

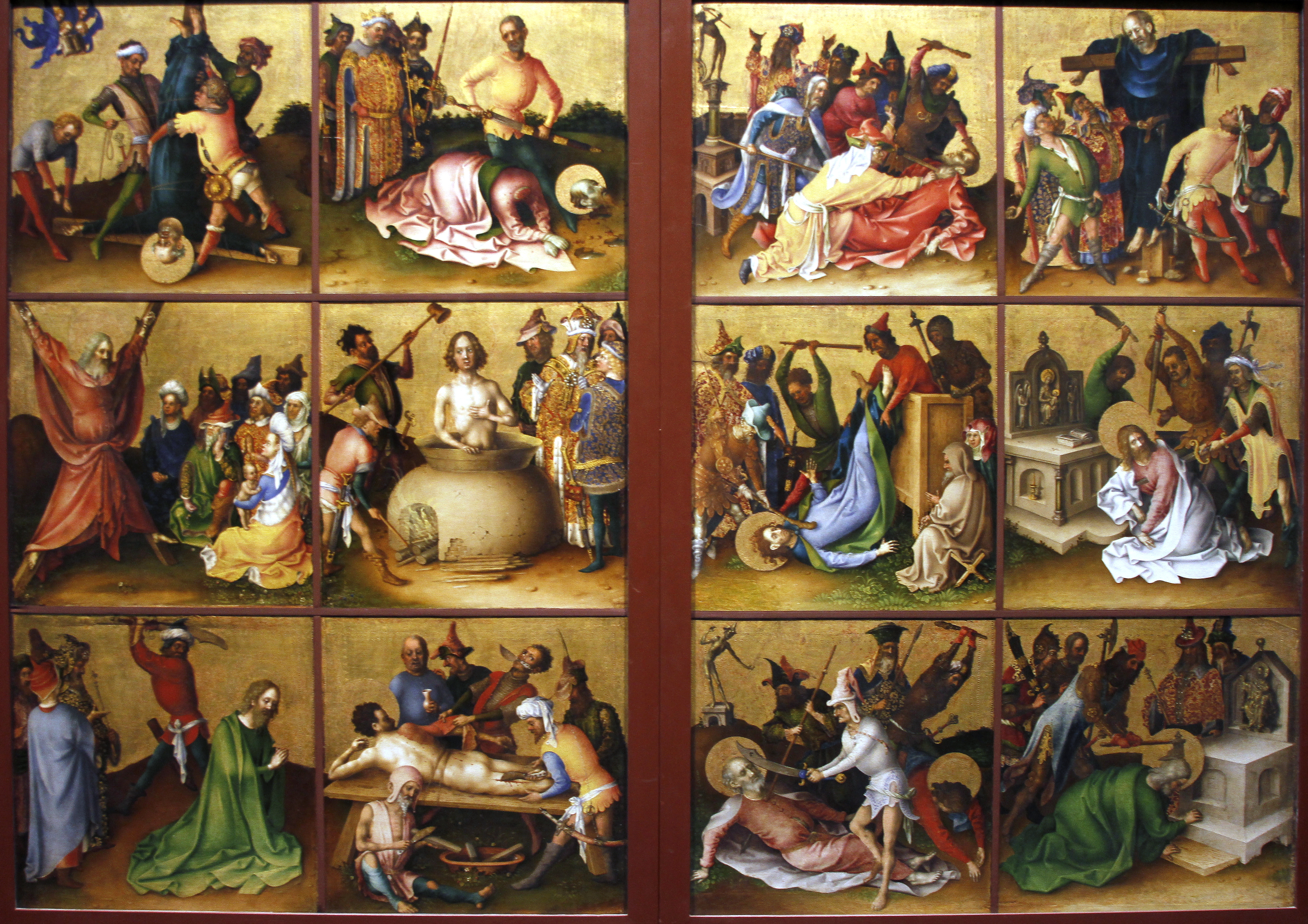
Diferents tipus de martiri, recollits per Stephan Lochner a l'obra Martiri dels Apòstols (1435)

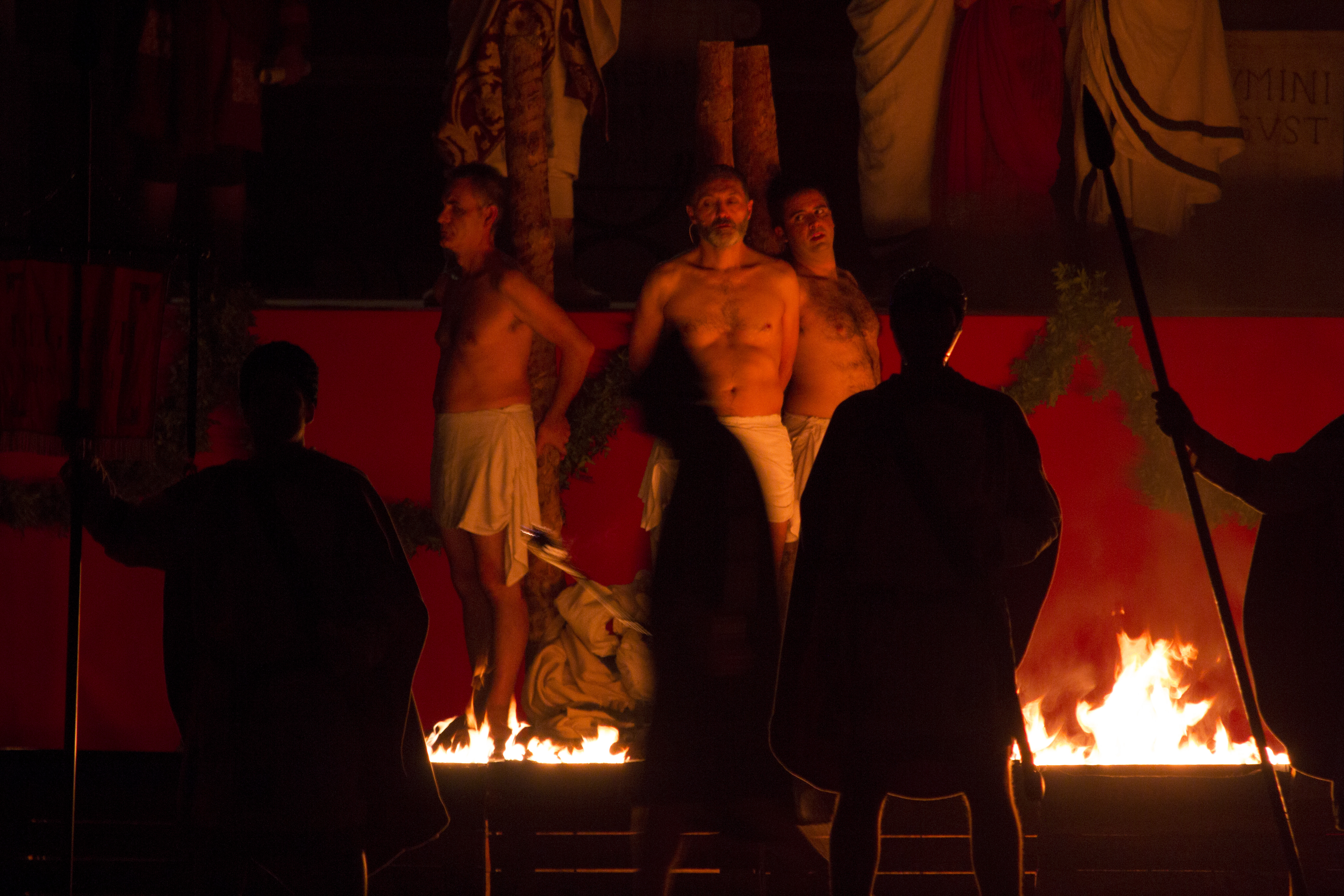
La representació de la Passió de Sant Fructuós que va tenir lloc el dia abans de la Beatificació de Tarragona al vespre, al Tarraco Arena Plaça. Moment en què els guardes acaben d'encendre el foc del martiri de sant Fructuós.

Un màrtir (del grec martys, "testimoni") és, en general, la persona morta en la defensa d'alguna causa, amb el qual dona "testimoniatge" de la seva fe en aquesta.
Els màrtirs cristians dels tres primers segles després de Crist eren crucificats, de la mateixa manera que els presoners romans, o menjats per lleons en un espectacle al circ romà.
En altres àmbits el terme no té connotacions religioses i es fa servir amb el seu significat primari. Així per exemple, ha estat emprat per a referir-se a les persones mortes en una lluita històrica per alguna causa, com és el cas de Steve Biko o Rachel Corrie, o aquelles la mort de les quals ha servit per a galvanitzar un moviment, com és el cas de Matthew Shepard.

## En el cristianisme
Un màrtir cristià és aquell que és mort per causa de la seva fe cristiana.
En un inici, el terme s'aplicava als Apòstols. Un cop que els cristians van començar a patir persecucions, el terme va passar a aplicar-se a aquells que havien patit per causa de la fe, i finalment va quedar restringit a aquells que havien estat morts. El període inicial del Cristianisme abans de Constantí va ser l'era clàssica del martiri. El martiri era considerat un baptisme en sang, netejant els pecats tal com ho fa l'aigua baptismal. Els primers cristians veneraven als màrtirs com a uns poderosos intercessors, i les seves ensenyances eren atresorades com inspirades especialment per l'Esperit Sant.
Als segles posteriors, durant els períodes de persecució, i en particular durant la Reforma Protestant, molts cristians van ser martiritzats, sent acusats alternativament d'herètics o de Papistes. També la llista dels màrtirs s'incrementà amb la persecució al Japó durant el període del Shogunat Tokugawa. S'estima que la xifra de màrtirs cristians és als voltants d'uns 70 milions. El seu símbol és una palma.

## En el món judaic
En el judaisme, el martiri es refereix a la sentència jueva Kiddush Hashem, referint-se a la Santificació del Nom de Déu.
Al Primer i al Segon llibre dels Macabeus apareixen nombrosos casos de martiris soferts pels jueus que es resistien a l'hel·lenisme selèucida, sent executats per crims com l'observança del Xabbat, la circumcisió dels fills o el rebuig de menjar porc o carn sacrificada als ídols. Aquests llibres van influir els primers cristians a entendre les persecucions a les quals eren sotmesos.
Una narració històrica de Rabbi Ephraim ben Yaakov (1132-1200) descriu les matances comeses pels croats, com la de Blois. Durant la inquisició espanyola, molts dels executats eren jueus que havien rebutjat convertir-se al cristianisme.

## En l'islam
En àrab, un màrtir és anomenat xahid ("testimoni"). El concepte del xahid és discutit als hadits, les ensenyances de Mahoma: el terme no apareix a l'Alcorà en el seu sentit tècnic, però així ho entén la posterior tradició exegètica.
Els musulmans que moren en un jihad bis saïf  (lluita amb l'espasa) són considerats com xahid. Això ha obert certes controvèrsies perquè l'islam parla contra el suïcidi, davant els atacs suïcides realitzats per diversos grups islàmics.